# Cardamine trichocarpa
Cardamine trichocarpa är en korsblommig växtart som beskrevs av Ferdinand von Hochstetter och Achille Richard. Cardamine trichocarpa ingår i släktet bräsmor, och familjen korsblommiga växter. Inga underarter finns listade i Catalogue of Life.